# Mike Sullivan
Michael John Sullivan, detto Mike Sullivan (Omaha, 22 settembre 1939), è un politico statunitense, governatore del Wyoming dal 5 gennaio 1987 al 2 gennaio 1995.
Nato a Omaha, città situata nel Nebraska, ma cresciuto nel piccolo comune di Douglas, nel Wyoming, Sullivan si laureò presso l'Università del Wyoming in ingegneria e successivamente in giurisprudenza, esercitando successivamente la professione di avvocato. 
Dopo aver vinto le elezioni generali in Wyoming per due volte nel 1986 e nel 1990, Sullivan divenne il 29º governatore del Wyoming e durante il suo mandato nominò tre giudici alla Corte Suprema dello stato, approvò l'ultima condanna a morte avvenuta nel Wyoming e approvò ufficialmente lo svolgimento di una festività annuale in onore di Martin Luther King. Nel 1998, fu nominato da Bill Clinton ambasciatore in Irlanda, sostituendo Jean Kennedy Smith. 

## Primi anni

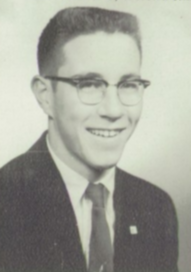
Mike Sullivan fotografato nel 1957

Michael John Sullivan è nato a Omaha, città situata in Nebraska, il 22 settembre 1939 in una famiglia cattolica. Sua madre si chiamava Margaret Elizabeth Sullivan, mentre suo padre era Joseph Sullivan Jr., avvocato che fu eletto procuratore federale per la contea di Converse insieme al Partito Democratico. Suo fratello, Dan Sullivan, fu invece eletto senatore nel Senato del Wyoming insieme al Partito Repubblicano. Durante la sua infanzia, Sullivan e la sua famiglia si trasferirono a Douglas, piccolo paese nel Wyoming.
Dopo essersi diplomato con il titolo di salutatorian presso la Converse County High School nel 1957, si laureò, quattro anni dopo, all'Università del Wyoming in ingegneria e successivamente in giurisprudenza. Durante il periodo universitario fu membro del senato studentesco. Nel 1961, quando frequentava ancora l'università, sposò Jane Metzler, dalla quale ebbe tre figli. Dal 1968 al 1986, esercito la professione di avvocato presso lo studio Brown, Drew, Massey & Sullivan.

## Carriera politica

### Governatore del Wyoming

#### Le elezioni del 1986 e del 1990
Il 16 gennaio 1986, Sullivan annunciò pubblicamente che si sarebbe candidato per le elezioni generali in Wyoming del 1986. Teno Roncalio, influente politico e membro della Camera dei rappresentanti degli Stati Uniti, sostenne apertamente la candidatura di Sullivan e fu nominato proprio da quest'ultimo presidente onorario della sua campagna elettorale, mentre Charles Brown, direttore della KTWO-TV News, un'emittente televisiva con sede a Casper, fu scelto come manager per la sua campagna elettorale. Nel giugno dello stesso anno, Sullivan vinse le elezioni del Partito Democratico per il Wyoming, battendo i colleghi Pat McGuire, Keith Goodenough e Al Hamburg.
Il 3 settembre, Bryan Sharratt, ex politico che si era candidato alle elezioni per il Senato del 1982, sostituì Brown, il quale fu invece nominato coordinatore dei media per la campagna elettorale, come manager di quest'ultima. Nonostante le basse aspettative di Sullivan, nelle elezioni generali egli riuscì a sconfiggere l'avversario repubblicano Pete Simpson.
Dopo aver annunciato che avrebbe partecipato per la seconda volta alle elezioni generali in Wyoming il 1 maggio 1990, Sullivan, dopo aver speso $310.030, riuscì a sconfiggere con una vittoria schiacciante la repubblicana Mary Mead.

#### Governatorato

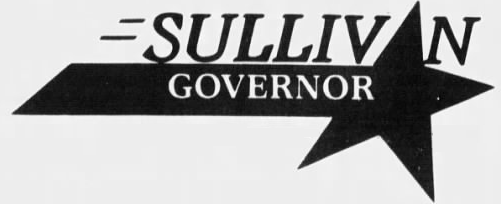
Logo per la campagna elettorale di Sullivan nelle elezioni generali del 1986

Il 20 febbraio 1987, Sullivan pose il proprio veto contro una legge approvata dalla Camera dei rappresentanti del Wyoming che avrebbe imposto al governatore di scegliere almeno un senatore da mandare presso il Senato degli Stati Uniti da un elenco di tre persone fornito dal partito politico della maggioranza. La questione rimase aperta fino al 1991, anno in cui Sullivan divenne il primo governatore dello stato del Wyoming ad avere il proprio veto annullato dalla Corte Suprema del Wyoming. Inoltre, egli nominò durante la sua carriera tre giudici presso la Corte Suprema del Wyoming: Michael Golden nel 1988, William A. Taylor nel 1992 e Larry Lehman 1994.

### Elezioni del Wyoming per il Senato degli Stati Uniti
L'11 aprile 1994, Sullivan annunciò pubblicamente che avrebbe partecipato alle elezioni del Wyoming per il Senato degli Stati Uniti. Durante la campagna elettorale, il suo avversario Craig Thomas affermò in un'intervista che era venuto a sapere che il presidente Bill Clinton avrebbe donato in segreto a Sullivan 1 milione di dollari per aiutarlo nella sua campagna. Clinton e Sullivan negarono la veridicità di tale affermazione, tuttavia la credibilità di quest'ultimo era stata ormai irrimediabilmente minata e alle elezioni fu sconfitto da Thomas.

### Ambasciatore in Irlanda
Sullivan sostenne apertamente Clinton durante le elezioni presidenziali del 1992, criticando duramente più volte l'avversario George H. W. Bush. Grazie a questa amicizia, il 28 agosto del 1998 Bill Clinton annunciò la nomina di Sullivan come nuovo ambasciatore statunitense in Irlanda. Il 21 ottobre dello stesso anno, la sua nomina fu approvata anche dal Senato degli Stati Uniti e l'8 dicembre Sullivan prestò giuramento nella Casa Bianca. Il 20 giugno 2001, fu sostituito da Richard J. Egan.

## Posizioni e idee politiche

### Posizioni economiche
Nel 1986, Sullivan si appellò all'amministrazione Reagan affinché approvasse una tassa sull'importazione del petrolio, la quale avrebbe permesso al prezzo della benzina di rimanere stabile, aiutando l'economia di tutti quegli stati che fanno molto affidamento sulla produzione di petrolio come il Wyoming. L'anno dopo, nel 1987, Sullivan dichiarò in un'intervista: "non abbiamo ricevuto nessun sostegno o agevolazione economica da parte del governo federale", inoltre affermò che ormai c'erano poche possibilità che Reagan approvasse una tassa sull'importazione del petrolio. Sullivan si è fermamente opposto al Canada-USA Free Trade Agreement, affermando che avrebbe avuto un impatto negativo sull'industria energetica del Wyoming. Tuttavia, nel 1994, si dichiarò favorevole all'Accordo nordamericano per il libero scambio.

### Politica estera
L'8 marzo 1986, Sullivan tenne un discorso nella contea di Natrona, nel quale criticò aspramente l'amministrazione Reagan in quanto non si espresse riguardo alle chiare frodi che il presidente filippino Ferdinand Marcos commise durante le elezioni presidenziali del 1986. Sullivan criticò inoltre il sostegno militari che gli Stati Uniti stavano offrendo ai Contras durante la rivoluzione sandinista. In un'intervista avvenuta l'ottobre dello stesso anno, Sullivan dichiarò che avrebbe accettato la rimozione delle testate nucleari dal Wyoming soltanto se fosse stato siglato un accordo sulla riduzione delle armi di distruzione di massa insieme all'Unione Sovietica.

### Politiche sociali
Sullivan si è sempre dichiarato contrario all'aborto. Nel 1994, inasprì la pena per le donne che avrebbero abortito, salvo che in caso di rischio per la vita della madre, problemi di salute fisica o mentale o stupro, aumentandone il periodo detentivo fino a quattordici anni.
Il 16 settembre 1986, Sullivan si dichiarò contrario all'effettuare un test antidroga sui dipendenti statali. Il 7 ottobre dello stesso anno, affermò era contrario alla legge che avrebbe vietato ai bambini affetti da AIDS di frequentare attivamente le lezioni.
Sullivan si è sempre dichiarato favorevole alla pena capitale, tuttavia affermò anche che se se la Camera dei Rappresentanti si opponesse a tale metodo punito egli non si opporebbe. Nel 1992, infatti, non concesse la grazia al serial killer Mark Hopkinson, giustiziato tramite iniezione letale. Sullivan sostenne inoltre una legge che avrebbe alzato l'età legale per bere alcolici nel Wyoming da diciannove a ventuno anni e si oppose fermamente alla legalizzazione del gioco d'azzardo.
Nel 1989, istituì un giorno festivo, fissato per il 15 gennaio, giorno di nascita dell'attivista, in onore di Martin Luther King.